# Bayamón
Bayamón – miasto w północnej części Portoryko; w aglomeracji San Juan; 226 tys. mieszkańców (2006). Jest siedzibą gminy Bayamón. Przemysł maszynowy, włókienniczy, cementowy; uniwersytet; ośrodek handlowy regionu uprawy owoców cytrusowych i tytoniu. Drugie co do wielkości miasto kraju.